# Achillea atrata
Il millefoglio del calcare (nome scientifico Achillea atrata L., 1753) è una specie di pianta angiosperma dicotiledone della famiglia delle Asteraceae (sottofamiglia Asteroideae, tribù Anthemideae (Eurasian grade) e sottotribù Matricariinae).

## Etimologia
Il nome del genere è stato fissato da Linneo e deriva dalla credenza che Achille avesse usato queste piante durante l'assedio di Troia (così racconta Plinio) per curare le ferite insanabili di Telefo, dietro consiglio di Venere, avendo appreso da Chirone le virtù medicinali delle stesse.. Il nome specifico (atrata = oscuro, annerito) deriva dal colore scuro di certe sue parti (probabilmente dalla squame dell'involucro).
Il binomio scientifico attualmente accettato (Achillea atrata) è stato proposto da Carl von Linné (1707 – 1778) biologo e scrittore svedese, considerato il padre della moderna classificazione scientifica degli organismi viventi, nella pubblicazione Species Plantarum del 1753.

## Descrizione

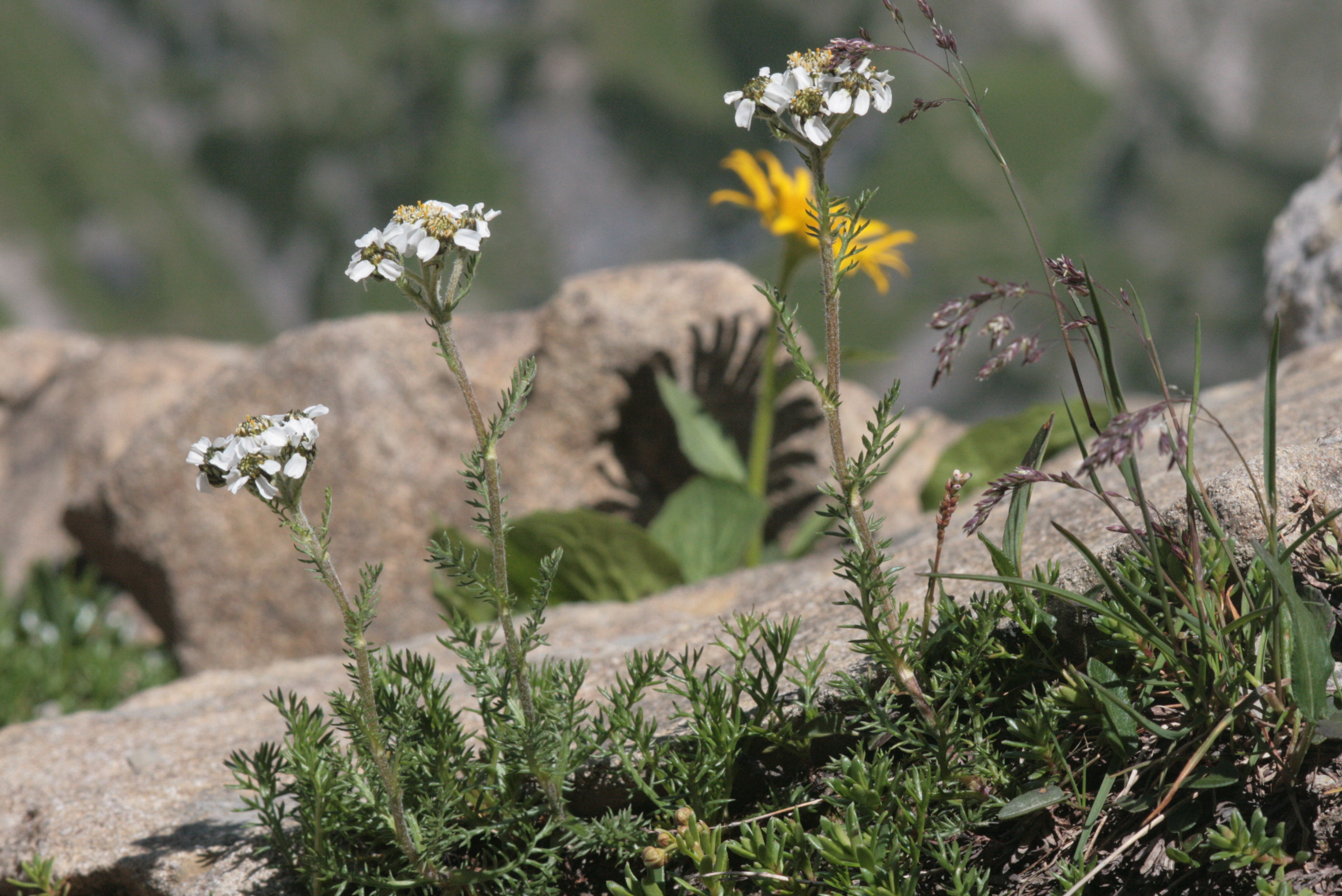
Il portamento

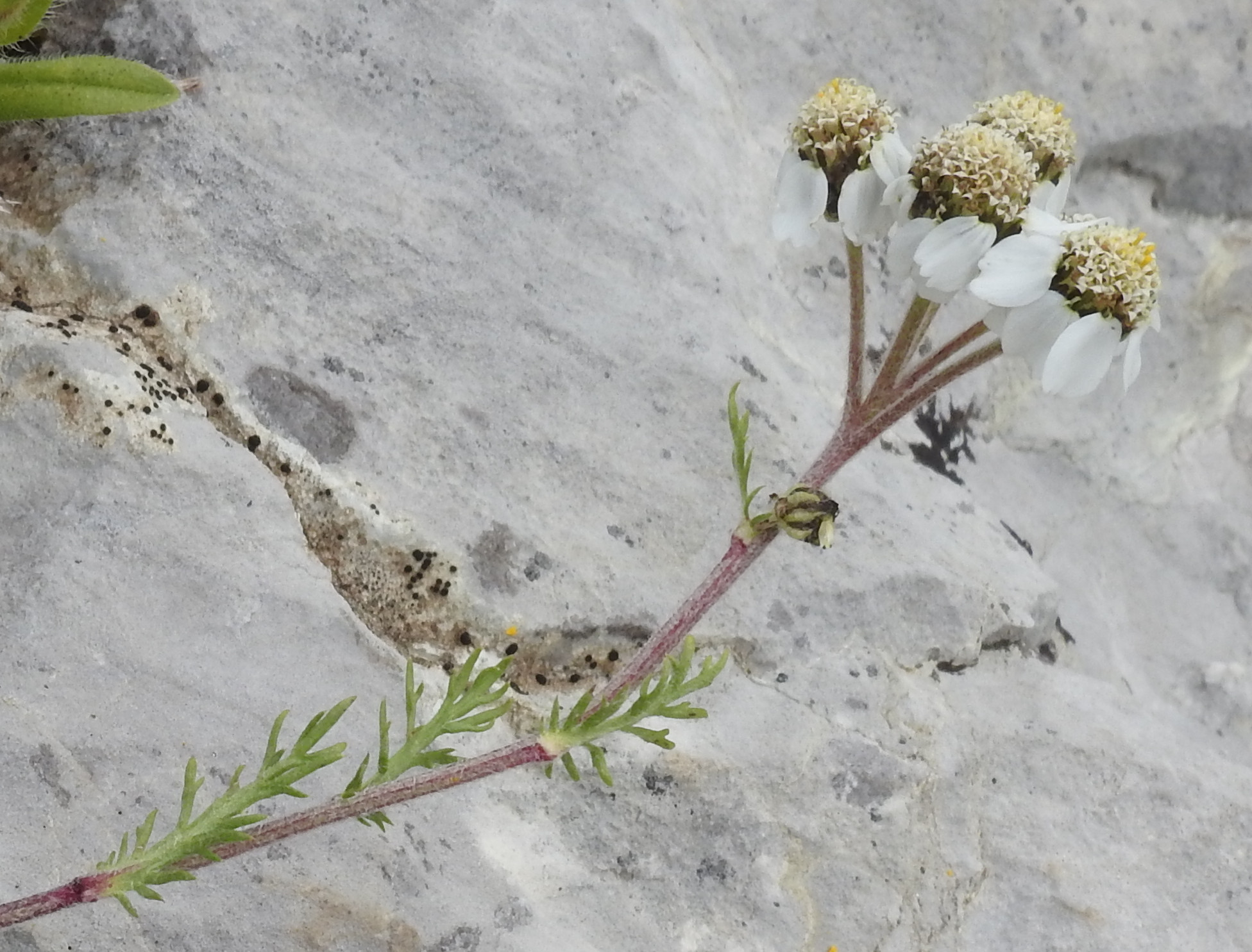
Le foglie

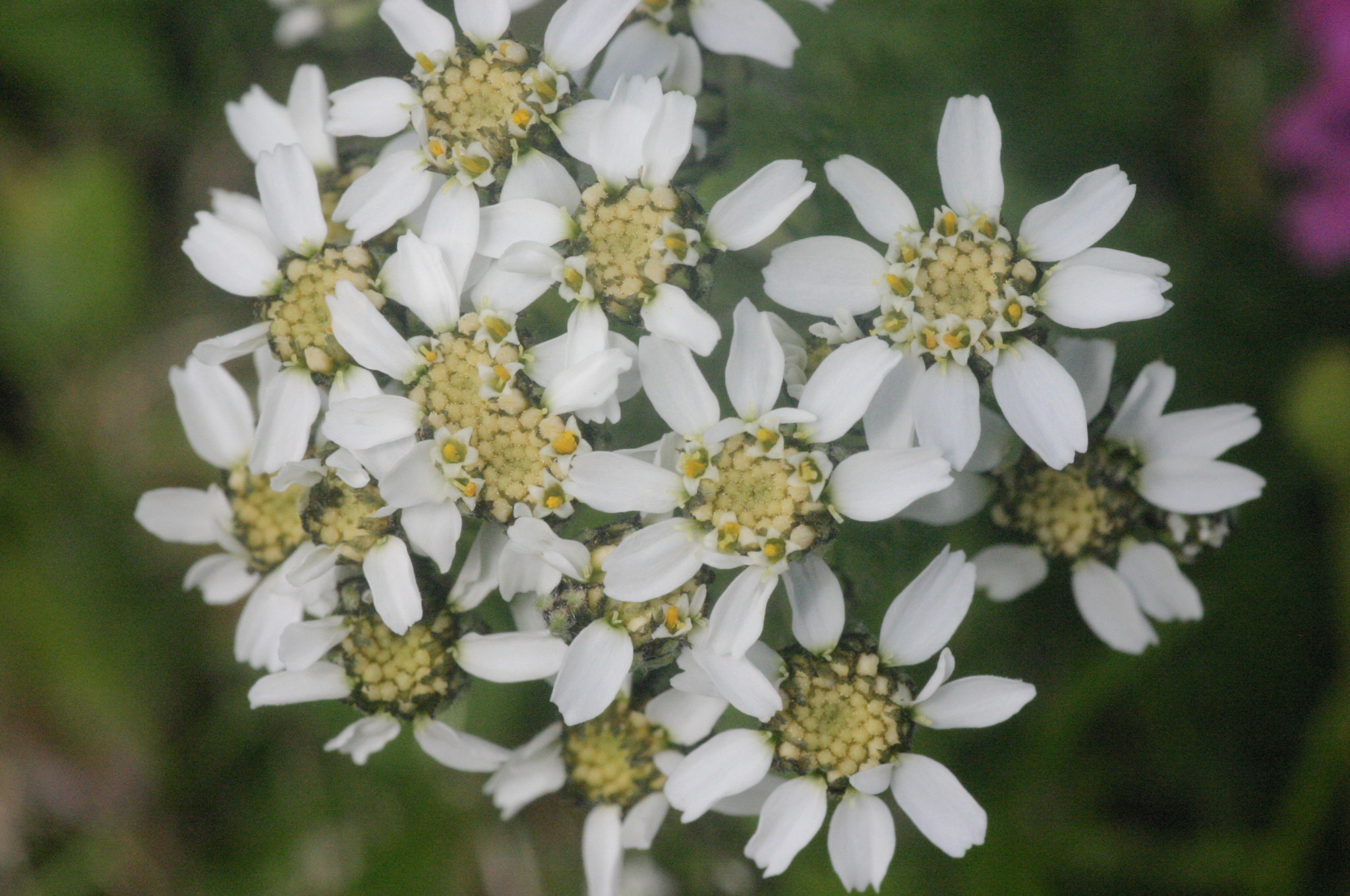
Infiorescenza

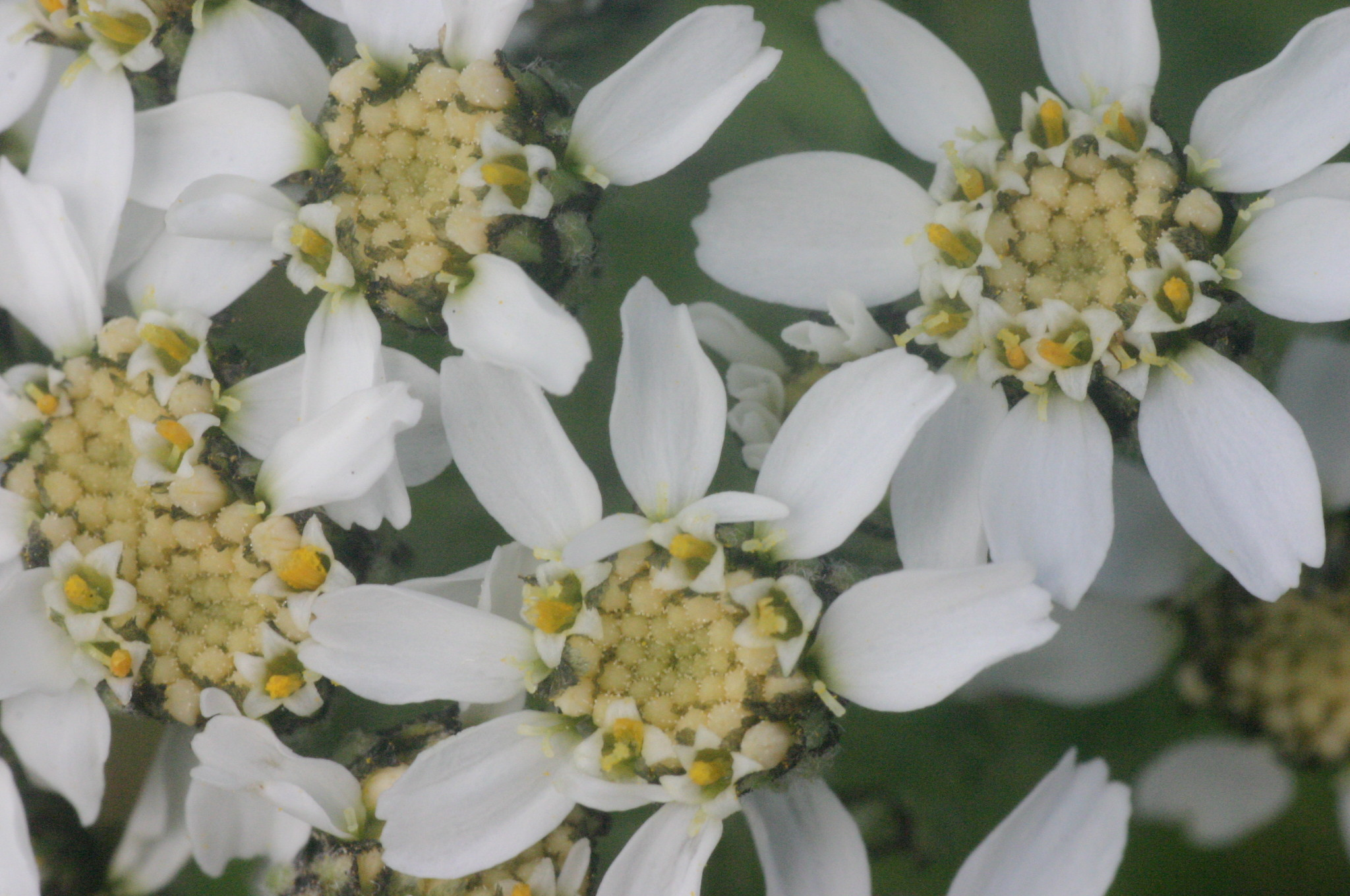
I fiori

Portamento. La specie di questa voce è una pianta erbecea perenne con indumento a peli basifissi. La forma biologica viene definita come camefita suffruticosa (Ch suffr), ossia sono piante perenni a volte legnose alla base, con gemme svernanti poste ad un'altezza dal suolo tra i 2 ed i 30 cm; inoltre le porzioni erbacee seccano annualmente e rimangono in vita soltanto le parti legnose.
Radici. Le radici sono fittonanti.
Fusto. 
- Parte ipogea: la parte sotterranea è praticamente assente.
- Parte epigea: la parte aerea del fusto è eretta e ascendente, ma anche legnosa e strisciante e consiste sia in getti fiorali che sterili. È lanosa sotto il capolino per peli rossigni lunghi 0,5 – 1 mm; è sub-glabra nel resto del fusto. Le “Millefoglie del calcare” sono piante basse: 1 – 2 dm al massimo.

Foglie. Le foglie sono disposte in modo alterno e divise del tipo 2-pennatosette con porzione centrale indivisa larga un po' meno della lunghezza delle lacinie laterali. La superficie delle foglie è glabra (o con pochi peli sparsi). Dimensione delle foglie: larghezza 2 cm; lunghezza 7 cm. Dimensione delle lacinie: 2 – 3 mm.
Infiorescenza. Le sinflorescenze sono formate da piccoli capolini raccolti in modo corimboso molto denso; raramente sono solitari. Le infiorescenze vere e proprie sono composte da un capolino terminale peduncolato lanoso di tipo radiato. I capolini sono formati da un involucro, con forme da emisferiche, composto da diverse brattee, al cui interno un ricettacolo fa da base ai fiori di due tipi: fiori del raggio e fiori del disco. Le brattee, con nervature centrali evidenti e a consistenza erbacea (scariose e nere ai margini fimbriati), sono disposte in modo più o meno embricato su più serie (da 2 a 3). Il ricettacolo è piatto o da emisferico a conico, ed è provvisto di pagliette trasparenti a protezione della base dei fiori. Diametro dell'involucro: 2 – 6 mm. Larghezza del margine nero delle squame: 0,5 - 0,6 mm. Diametro dell'involucro: 3,5 mm.
Fiori.  I fiori sono tetra-ciclici (formati cioè da 4 verticilli: calice – corolla – androceo – gineceo) e pentameri (calice e corolla formati da 5 elementi). Si distinguono in:
- fiori del raggio (esterni): da 6 a 12 per capolino, sono femminili, fertili e sono disposti su una serie; la forma è ligulata (zigomorfa);
- fiori del disco (centrali): sono più numerosi con forme brevemente tubulose (attinomorfe); sono ermafroditi e fertili.

- Formula fiorale:

*/x K {\displaystyle \infty }, [C (5), A (5)], G 2 (infero), achenio
- Calice: i sepali del calice sono ridotti ad una coroncina di squame.

- Corolla:

- fiori del raggio: la forma della corolla alla base è piatta/tubulosa, mentre all'apice è ligulata; la ligula può terminare con 3 - 5 denti; il colore è bianco; la ligula è lunga quanto l'involucro; dimensioni delle ligule: 3 – 4 mm;
- fiori del disco: la forma della corolla è tubulare bruscamente divaricata in 5 lobi ed è lievemente zigomorfa in quanto due lobi sono più larghi degli altri; i lobi, patenti o eretti, hanno una forma deltata; il colore è ocra chiaro.

- Androceo: l'androceo è formato da 5 stami (alternati ai lobi della corolla) sorretti da filamenti generalmente liberi con un collare a forma di balaustra; gli stami sono connati e formano un manicotto circondante lo stilo. Le antere possono essere sia di tipo basifissa che medifissa (ossia attaccate al filamento per la base – nel primo caso; oppure in un punto intermedio – nel secondo caso).[14] Questa caratteristica ha valore tassonomico in quanto distingue i generi gli uni dagli altri. Il tessuto endoteciale (rivestimento interno dell'antera) non è polarizzato. Il polline è sferico con un diametro medio di circa 25 micron;  è tricolporato (con tre aperture sia di tipo a fessura che tipo isodiametrica o poro) ed è echinato (con punte sporgenti).

- Gineceo: l'ovario è infero uniloculare formato da 2 carpelli. Lo stilo (il recettore del polline) è profondamente bifido (con due stigmi divergenti) e con le linee stigmatiche marginali separate o contigue. I due bracci dello stilo hanno una forma troncata e possono essere papillosi o ricoperti da ciuffi di peli.

- Antesi: da luglio ad agosto.

Frutti. I frutti sono degli acheni privi di pappo. La forma è obovoide dorsoventralmente compressa quasi appiattita con 2 coste laterali e raramente con una addizionale costa adassiale. L'apice è arrotondato. Il pericarpo può possedere alcune cellule mucillaginifere con o senza sacche longitudinali di resina.

## Biologia
Impollinazione: tramite insetti (impollinazione entomogama tramite farfalle diurne e notturne).

Riproduzione: la fecondazione avviene fondamentalmente tramite l'impollinazione dei fiori.

Dispersione: i semi cadono a terra e vengono dispersi soprattutto da insetti come formiche (disseminazione mirmecoria). Un altro tipo di dispersione è zoocoria: gli uncini delle brattee dell'involucro (se presenti) si agganciano ai peli degli animali di passaggio che portano così i semi anche su lunghe distanze. Inoltre per merito del pappo (se presente) il vento può trasportare i semi anche per alcuni chilometri (disseminazione anemocora).

## Distribuzione e habitat

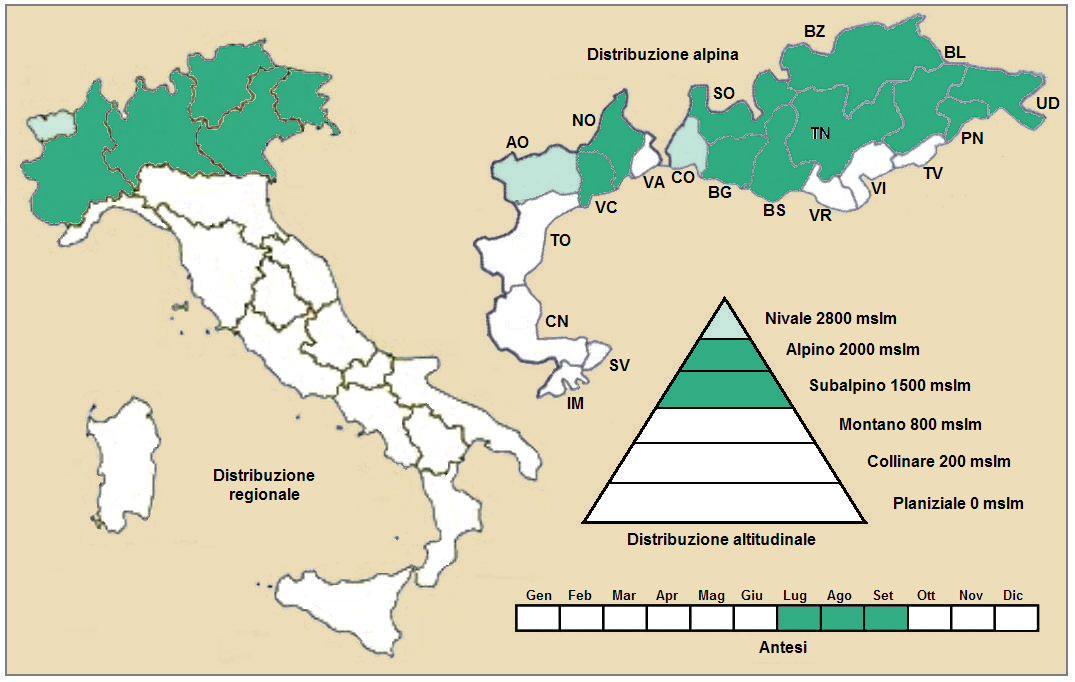
Distribuzione della pianta
(Distribuzione regionale – Distribuzione alpina)

Geoelemento: il tipo corologico (area di origine) è  Endemico - Alpico.

Distribuzione: in Italia è una specie rara e si trova solamente al nord. Nelle Alpi è presente soprattutto nella parte centrale e orientale. Oltreconfine, sempre nelle Alpi, si trova in Francia (dipartimento dell'Alta Savoia), in Svizzera, in Austria e Slovenia. Sugli altri rilievi europei è presente solamente nelle Alpi Dinariche.

Habitat: l'habitat tipico sono le rupi, le zone pietrose e i ghiaioni alpini. Il substrato preferito è calcareo ma anche calcareo/siliceo con pH basico, bassi valori nutrizionali del terreno che deve essere mediamente umido.

Distribuzione altitudinale: sui rilievi queste piante si possono trovare da 1500 fino a 3000 m s.l.m.; frequentano quindi i seguenti piani vegetazionali: subalpino e alpino e in parte quello nivale. Alcuni esemplari sono stati trovati sul Finsteraarhorn, una montagna dell'oberland bernese (4.274 m]  in Svizzera.

## Fitosociologia

### Areale alpino
Dal punto di vista fitosociologico alpino la specie di questa voce appartiene alla seguente comunità vegetale:
Formazione: delle comunità delle fessure, delle rupi e dei ghiaioni
Classe: Thlaspietalia rotundifolii

### Areale italiano
Per l'areale completo italiano Doronicum grandiflorum appartiene alla seguente comunità vegetale:
Macrotipologia: vegetazione casmofitica, glareicola ed epifitica
Classe: Thlaspietea rotundifolii Br.-Bl., 1948
Ordine: Thlaspietalia rotundifolii Br.-Bl. in Br.-Bl. & Jenny, 1926
Alleanza: Thlaspion rotundifolii Jenn-Lips, 1930
Descrizione. L'alleanza Thlaspion rotundifolii è relativa alle comunità che si sviluppano sui conoidi di natura carbonatica dal piano subalpino a quello nivale delle Alpi.
Specie presenti nell'associazione: Thlaspi rotundifolium, Papaver alpinum, Saxifraga sedoides, Pritzelago alpina, Cerastium carinthiacum, Achillea oxyloba, Achillea atrata, Poa minor, Scorzoneroides montana, Linaria alpina, Doronicum grandiflorum, Galium helveticum, Trisetum distichophyllum, Silene alpina, Chrysanthemum atratum, Athamanta cretensis, Cystopteris regia, Poa cenisia, Valeriana montana, Rumex scutatus, Adenostyles glabra, Gypsophila repens e Saxifraga macropetala.

## Sistematica
La famiglia di appartenenza di questa voce (Asteraceae o Compositae, nomen conservandum) probabilmente originaria del Sud America, è la più numerosa del mondo vegetale, comprende oltre 23.000 specie distribuite su 1.535 generi, oppure 22.750 specie e 1.530 generi secondo altre fonti (una delle checklist più aggiornata elenca fino a 1.679 generi). La famiglia attualmente (2021) è divisa in 16 sottofamiglie; la sottofamiglia Asteroideae è una di queste e rappresenta l'evoluzione più recente di tutta la famiglia.

### Filogenesi
Il gruppo di questa voce è descritto nella tribù Anthemideae, una delle 21 tribù della sottofamiglia Asteroideae). In base alle ultime ricerche nella tribù sono stati individuati (provvisoriamente) 4 principali lignaggi (o cladi): "Southern hemisphere grade", "Asian-southern African grade", "Eurasian grade" e "Mediterranean clade". Il genere Achillea (insieme alla sottotribù Matricariinae) è incluso nel clade Eurasian grade.
Il genere Achillea contiene oltre un centinaio di specie per cui è stato suddiviso in 5 sezioni. La specie di questa voce fa parte della sezione Ptarmica (Mill.) W. Koch.
Nella "Flora d'Italia" le specie spontanee di Achillea sono suddivise in due sottogeneri, 7 sezioni e alcuni aggregati.  A. atrata appartiene alla terza sezione caratterizzata da numerosi corimbi; 6-12 fiori ligulati; foglie 1-2-pennatosette glabre o con sparsi peli.
I caratteri distintivi della specie  A. atrata sono:
- le piante sono alte 1-2 dm;
- le foglie inferiori sono bipennatosette;
- i peduncoli dei capolini sono lanosi;
- il margine delle brattee è quasi nero e fimbriato.

Il numero cromosomico di A. atrata è: 2n = 18.

### Sinonimi
Sono elencati alcuni sinonimi per questa entità:
- Achillea atrata var. beckiana Heimerl
- Achillea atrata subsp. halleri  (Crantz) P.Fourn.
- Achillea atrata var. intermedia  Gaudin
- Achillea atrata var. monocephala  Heimerl
- Achillea atrata var. multiflora  Heimerl
- Achillea atrata var. oligocephala  Heimerl
- Achillea atrata var. vulgaris  (DC.) Heimerl
- Achillea halleri  Crantz
- Anthemis corymbosa  Haenke
- Chamaemelum atratum  E.H.L.Krause
- Ptarmica atrata  DC.
- Ptarmica atrata var. haenkeana  DC.
- Ptarmica atrata var. vulgaris  DC.
- Ptarmica clusiana  Steud.
- Ptarmica scardica  Griseb.
- Santolina atrata  Baill.

## Specie simili
Tutti i "millefoglie" sono molto simili tra di loro. Questa specie può essere distinta in quanto abitatrice di alte quote alpine e con areali abbastanza ristretti, con foglie suddivise in strette lacinie e fusti non molto alti. Può essere individuata inoltre per il suo habitus fondamentalmente glabro e per il bordo scarioso e nero delle brattee dell'involucro.

## Altre notizie
Il "millefoglio del calcare" in altre lingue viene chiamato nei seguenti modi:
- (DE)  Schwarztrandige Schafgarbe
- (FR)  Achillée noirâtre
- (EN)  Black Milfoil